# CMJ (société)
Pour les articles homonymes, voir CMJ.
CMJ Holdings est une société américaine d'événements et de média en ligne gérant un site web et organisant un festival de musique à New York. Auparavant, la société publiait le CMJ New Music Monthly entre 1993 et 2010.

## Histoire
La société est fondée par Robert Haber en 1978 sous le nom de College Media Journal, un magazine professionnel bihebdomadaire destiné aux programmateurs de radio universitaires. En 1982, le magazine se rebaptise officiellement CMJ New Music Report.
CMJ continue de se développer et, dans les années 1990, Haber et l'équipe de CMJ voulaient rester en contact avec la scène radiophonique universitaire, mais ne pouvaient ou ne voulaient pas payer le prix élevé d'un abonnement à une publication spécialisée. Pour répondre à ce besoin, CMJ crée le CMJ New Music Monthly en 1993. Cette publication grand public proposait des interviews, des critiques et des articles spéciaux. C'est également le premier magazine à inclure régulièrement un CD. Il était disponible en kiosque et par abonnement.
Bien que les derniers numéros aient été envoyés en 2008, New Music Monthly cesse officiellement de paraître le 20 juin 2009. New Music Report connaît le même sort peu de temps après. En 2016, CMJ n'organise plus le marathon musical annuel et le personnel cesse d'être payé en octobre 2015, ce qui mène finalement à un procès et à la faillite de Klein,. En 2019, Amazing Radio rachète la marque CMJ dans l'espoir de relancer le Marathon musical. Des offres de divers artistes sont mises en ligne avec des représentations à domicile en raison de la pandémie de Covid-19.

## CMJ New Music Monthly
CMJ New Music Monthly est un ancien mensuel qui publiait des interviews et critiques entre 1993 jusqu'à 2009. Chaque numéro comprenait un CD contenant 15 à 24 morceaux de groupes bien établis, de groupes non signés et de tout ce qui se trouve entre les deux. À partir du no 156 (1 112 selon la numérotation du CMJ New Music Report), daté du 20 juin 2009, le magazine cesse ses activités et les abonnés voient leurs numéros restants remplacés par le CMJ New Music Report avec une compilation musicale disponible en ligne. En avril 2010, le magazine cesse de livrer le CMJ New Music Report à ses abonnés.

## CMJ Music Marathon
Entre 1980 et 2015, le personnel organise le CMJ Music Marathon, une convention et un festival de musique, chaque automne, à New York. Un deuxième festival, le CMJ Rock Hall Music Fest, a lieu à Cleveland en 2005 et 2006 ; en avril 2007, les organisateurs annulent l'événement, invoquant des contraintes en matière de ressources financières et humaines.
Le CMJ Music Marathon a organisé les New Music Awards.

## CMJ New Music Report
Le CMJ New Music Report publie des listes de top 30 envoyées par les stations de radio, qui s'y abonnaient pour quelques centaines de dollars par an. Le magazine passe à un format uniquement en ligne et est publié chaque semaine sous forme de magazine numérique PDF jusqu'à sa fermeture en 2017.
Le 5 janvier 2004, le CMJ New Music Report publie un numéro double pour son 25e anniversaire, dirigé par une équipe éditoriale comprenant le rédacteur en chef Kevin Kerry Boyce et les rédacteurs en chef Louis Miller et Doug Levy.